# Ivana Corley
Ivana Corley (* 11. September 1999 in Albuquerque) ist eine US-amerikanische Tennisspielerin.

## Karriere
Ivana Corley spielte bislang hauptsächlich auf der ITF Women’s World Tennis Tour, wo sie bisher sieben Titel im Doppel gewinnen konnte, davon sechs zusammen mit ihrer Schwester Carmen.
Corley spielte von 2018 bis 2023 College Tennis für das Damentennisteam der Sooners der University of Oklahoma.
Die Corley Schwestern erhielten eine Wildcard für das Hauptfeld im Damendoppel bei den US Open 2024, wo sie in der ersten Runde Jekaterina Alexandrowa und Anna Blinkowa mit 6:1 und 6:3 besiegen konnten, dann aber in der zweiten Runde gegen Chan Hao-ching und Weronika Kudermetowa knapp in drei Sätzen mit 6:77, 7:64 und 4:6 verloren.

## Turniersiege

### Doppel
| Nr. | Datum            | Turnier          | Kategorie      | Belag             | Partnerin     | Finalgegnerinnen                            | Ergebnis           |
| --- | ---------------- | ---------------- | -------------- | ----------------- | ------------- | ------------------------------------------- | ------------------ |
| 1.  | 25. Juni 2022    | Colorado Springs | ITF W15        | Hartplatz         | Carmen Corley | Daria Kuczer Weronika Miroschnitschenko     | 7:64, 6:2          |
| 2.  | 15. Oktober 2022 | Las Vegas        | ITF W60        | Hartplatz         | Carmen Corley | Katarina Kozarov Weronika Miroschnitschenko | 6:2, 6:0           |
| 3.  | 28. Oktober 2023 | Toronto          | ITF W60        | Hartplatz (Halle) | Carmen Corley | Kayla Cross Liv Hovde                       | 6:73, 6:3, [10:3]  |
| 4.  | 9. März 2024     | Santo Domingo    | ITF W35        | Hartplatz         | Carmen Corley | Leyre Romero Gormaz Camilla Rosatello       | 6:2, 6:73, [10:5]  |
| 5.  | 16. März 2024    | Santo Domingo    | ITF W35        | Hartplatz         | Carmen Corley | Lija Karatantschewa Rasheeda McAdoo         | 6:1, 6:75, [12:10] |
| 6.  | 17. Mai 2025     | Bethany Beach    | ITF W35        | Sand              | Jaeda Daniel  | Haruna Arakawa Haley Giavara                | 6:4, 7:5           |
| 7.  | 12. Juli 2025    | Newport          | WTA Challenger | Rasen             | Carmen Corley | Arianne Hartono Prarthana Thombare          | 7:64, 6:3          |
| 8.  | 19. Juli 2025    | Porto            | WTA Challenger | Hartplatz         | Carmen Corley | Liang En-shuo Peangtarn Plipuech            | 6:3, 6:1           |
| 9.  | 10. August 2025  | Landisville      | ITF W100       | Hartplatz         | Carmen Corley | Ingrid Gamarra Martins Simona Waltert       | 4.6, 7:64, [12:10] |

## Abschneiden bei Grand-Slam-Turnieren

### Doppel
| Turnier         | 2024 | Karriere |
| --------------- | ---- | -------- |
| Australian Open | —    | —        |
| French Open     | —    | —        |
| Wimbledon       | —    | —        |
| US Open         | 2    | 2        |

Zeichenerklärung: S = Turniersieg; F, HF, VF, AF = Einzug ins Finale / Halbfinale / Viertelfinale / Achtelfinale; 1, 2, 3 = Ausscheiden in der 1. / 2. / 3. Hauptrunde; Q1, Q2, Q3 = Ausscheiden in der 1. / 2. / 3. Qualifikationsrunde; nicht ausgetragen

## Persönliches
Ivana ist die Tochter von Maria und Eddie Corley und hat drei Schwestern Vivica, Vianca und Carmen, die ebenfalls für die Sooners im Damentennisteam spielt. Ihr Vater Eddie spielte Football an der Huron University in South Dakota. Carmen Corley machte 2022 ihren Bachelor in Unternehmensführung und 2024 ihren MBA an der University of Oklahoma. 2020 organisierte Ivana zusammen mit ihrer Schwester Carmen den Corley Cup, um Tennisspielerinnen in New Mexico zu unterstützen.